# Иулиан и Василисса

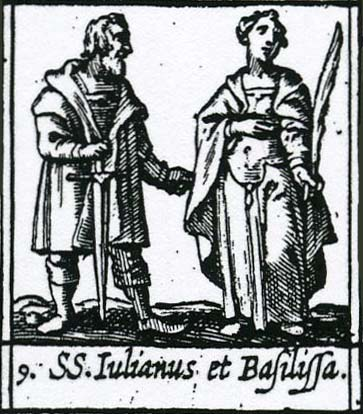
Иулиан и Василисса

Иулиан и Василисса (погибли ок. 304 года или ок. 313 года) — святые мученики. Дни памяти — 8 января, 9 января, 21 января.
Святые мученики Иулиан, Василисса, а с ними — Кельсий (Celsus), Марионилла или Маркионилла (Marcionilla), Антоний, Анастасий, а также 7 отроков и 20 воинов пострадали во времена гонений на христиан.
Святой мученик Иулиан родился в Антиное, что в Египте. По воле родителей он вступил в брак с Василиссой, благородной и богатой девицей. По обоюдному согласию в браке супруги остались девственниками. По кончине своих родителей они устроили две обители — мужскую и женскую. Приняв иночество, святые стали настоятельствовать в этих обителях. 
Во время гонений святой Иулиан жестоко пострадал за веру Христову. Своим мужеством он обратил ко Христу Келсия, сына своего мучителя игемона Маркиана, а также жену его, Маркиониллу. Воскресив умершего язычника, святой Иулиан обратил и его в Христву веру. Обращённые ко Господу были крещены пресвитером Антонием. Язычник во Крещении был назван Анастасием. За исповедание веры все они были брошены в темницу, после чего усечены мечом.